# Drevennia
Drevennia es un género de foraminífero bentónico de la subfamilia Pfenderininae, de la familia Pfenderinidae, de la superfamilia Pfenderinoidea, del suborden Orbitolinina y del orden Loftusiida. Su especie tipo es Drevennia ecougensis. Su rango cronoestratigráfico abarca desde el Berriasiense superior hasta el Bedouliense (Cretácico inferior).

## Discusión
Clasificaciones previas incluían Drevennia en la superfamilia Ataxophragmioidea, así como en el suborden Textulariina del orden Textulariida o en el orden Lituolida.

## Clasificación
Drevennia incluye a la siguiente especie:
- Drevennia ecougensis